# Cyrtopogon quadripunctatus
Cyrtopogon quadripunctatus är en tvåvingeart som beskrevs av Hermann 1906. Cyrtopogon quadripunctatus ingår i släktet Cyrtopogon och familjen rovflugor. Inga underarter finns listade i Catalogue of Life.